# 土井利実
土井 利実（どい としざね）は、肥前国唐津藩2代藩主。官位は従五位下・出雲守、大炊頭。土井家宗家6代。

## 生涯
元禄3年（1690年）、初代藩主土井利益（当時は志摩鳥羽藩主）の長男として生まれる。正徳3年（1713年）、父の死去により家督を継いで唐津藩主になる。藩政においては儒者である稲葉迂斎を登用して儒学を奨励し、学問の発展に尽力し、享保8年（1723年）には藩校・盈科堂を創設している。しかし迂斎を重用し、政治顧問的な立場にまで用いたため、譜代の重臣から反発を受け、重臣による主導権争いも起こった。
享保17年（1732年）には享保の大飢饉で大被害を受け、幕府の援助を受けている。元文元年（1736年）11月26日に江戸で死去した。享年47。長男の利武は早世していたため、養子の利延が跡を継いだ。
著書に「盈科堂記」がある。また、藤原広嗣の祟りを恐れ、その霊をなぐさめようとしたとも言われる。

## 系譜
父母
- 土井利益（父）

正室
- 阿部正邦の娘

子女
- 土井利武（長男） 生母は正室

養子
- 土井利延 - 土井利清の長男